# Claude Fleutot
Claude Fleutot var en fransk medaljkonstnär verksam i Sverige under 1650-talet.
Fleutot kallades in till Sverige som medhjälpare till den franske medaljkonstnären Erich Parise. Det finns ingen exakt kunskap om vilket arbete medhjälparna Bitzow, P Belliars och Claude Fleutot utförde för Parise. Man antar att de har biträtt vid skådepenningarnas gjutning och ciselering samt graveringen som överförde Parises vaxpousseringar till stålstampar.